# یوزنت
گروه‌های خبری (usenet) اصطلاح یوزنت به یک مکانیزم و سیستمی گفته می‌شود که گروه‌های بحث و گفتگو را پشتیبانی می‌کند. این سیستم به گروه‌های خبری معروف است. در واقع یوزنت مجموعه‌ای از گروه‌های خبری در دنیاست که آنها را می‌توان بر روی بسیاری از سرویس دهنده‌های خبری در اینترنت پیدا کرد در این مجموعه از گروه‌های خبری افراد در موضوعات و عناوین خبری گوناگون به مبادله اطلاعات یا گفتگو با یکدیگر می‌پردازند.
یوزنت در واقع یک قانون و یک سیستم ذخیره‌سازی و سازماندهی پیامها و اطلاعات بر روی رایانه سرویس دهنده خبری است، به نحوی که کاربران شبکه می‌توانند به آن مراجعه کرده و پیامهای خبری مورد نظر و دلخواه خود را انتخاب کنند یا پیامی را برای گروه خبری ارسال دارند. از بسیاری جهات می‌توانید چنین فکر کنید یوزنت همان سیستم پست الکترونیکی سازماندهی شده‌است. با این تفاوت که هیچ پیامی به کاربران آن ارسال نمی‌شود، بلکه کاربران خود با مراجعه به آن می‌توانند مطالب یا پیامهای دلخواه را برگزیده و پیامی جدید ارسال کند، که فکر بسیار صحیحی می‌باشد.
بنابراین یوزنت همان گروه‌های خبری در اینترنت هستند. گروه‌های خبری گروه‌هایی هستند که در سطح اینترنت گسترده‌اند و زیر مجموعه پستهای الکترونیکی به‌شمار می‌آیند. گروه‌های خبری در موضوعات سیاسی، اجتماعی، فرهنگی، تجاری، اطلاع‌رسانی، و … فعال‌اند و تاکنون بیش از ۱۲۰۰۰ گروه خبری شناخته شده‌است.
برای دسترسی به هر موضوعی در هر گروه خبری باید به کارگزار خاصی دسترسی داشته باشیم. هیچ‌یک از ارائه‌کنندگان خدمات اینترنتی نمی‌توانند تمام گروه‌های خبری را پوشش دهند. دسترسی به تمام گروه‌های خبری امکانپذیر است، اما برای عضویت در هر گروه خبری بهتر است حداقل دو هفته قبل از عضویت، اخبار و اطلاعات آن گروه خبری مورد مطالعه و بررسی قرار گیرد و سپس برای عضویت اقدام شود، چرا که وصل شدن به گروه خبری و ارسال پیام به آن از همان ابتدا، مانند پریدن به وسط حرف افرادی است که در حال گفتگو هستند.
سلسله مراتب گروه‌های خبری سالها پیش تدوین شده و هنوز وجود دارد که با عنوان هفتاد کلان یا ۷۰big نامیده می‌شود.
News: اخبار یا موضوعات مربوط به یوزنت و خود گروه خبری،
Rec: سرگرمی،
Sci: موضوعات مختلف علمی
Soc: موضوعات علوم اجتماعی،
Talk: موضوعات عمومی و همگانی